# مارك غويدري
مارك غويدري (بالإنجليزية: Mark Guidry)‏ هو فارس أمريكي، ولد في 6 أغسطس 1959 في لافاييت في الولايات المتحدة.